# Heartstrings
"Heartstrings" är en låt framförd av Janet Leon, som hon tävlade med i Melodifestivalen 2013. Låten är skriven av Fredrik Kempe och Anton Malmberg Hård af Segerstad. Låten kvalificerade sig varken till andra chansen eller finalen, och fick därmed lämna tävlingen.

## Listplaceringar
| Lista (2013) | Topplacering |
| ------------ | ------------ |
| Sverige      | 36           |